# Sphodromantis annobonensis
Sphodromantis annobonensis es una especie de mantis de la familia Mantidae.

## Distribución geográfica
Se encuentra en la isla de Annobón (Guinea Ecuatorial).